# Prix national de littérature du Venezuela
 (août 2015).
Si vous disposez d'ouvrages ou d'articles de référence ou si vous connaissez des sites web de qualité traitant du thème abordé ici, merci de compléter l'article en donnant les références utiles à sa vérifiabilité et en les liant à la section « Notes et références ».

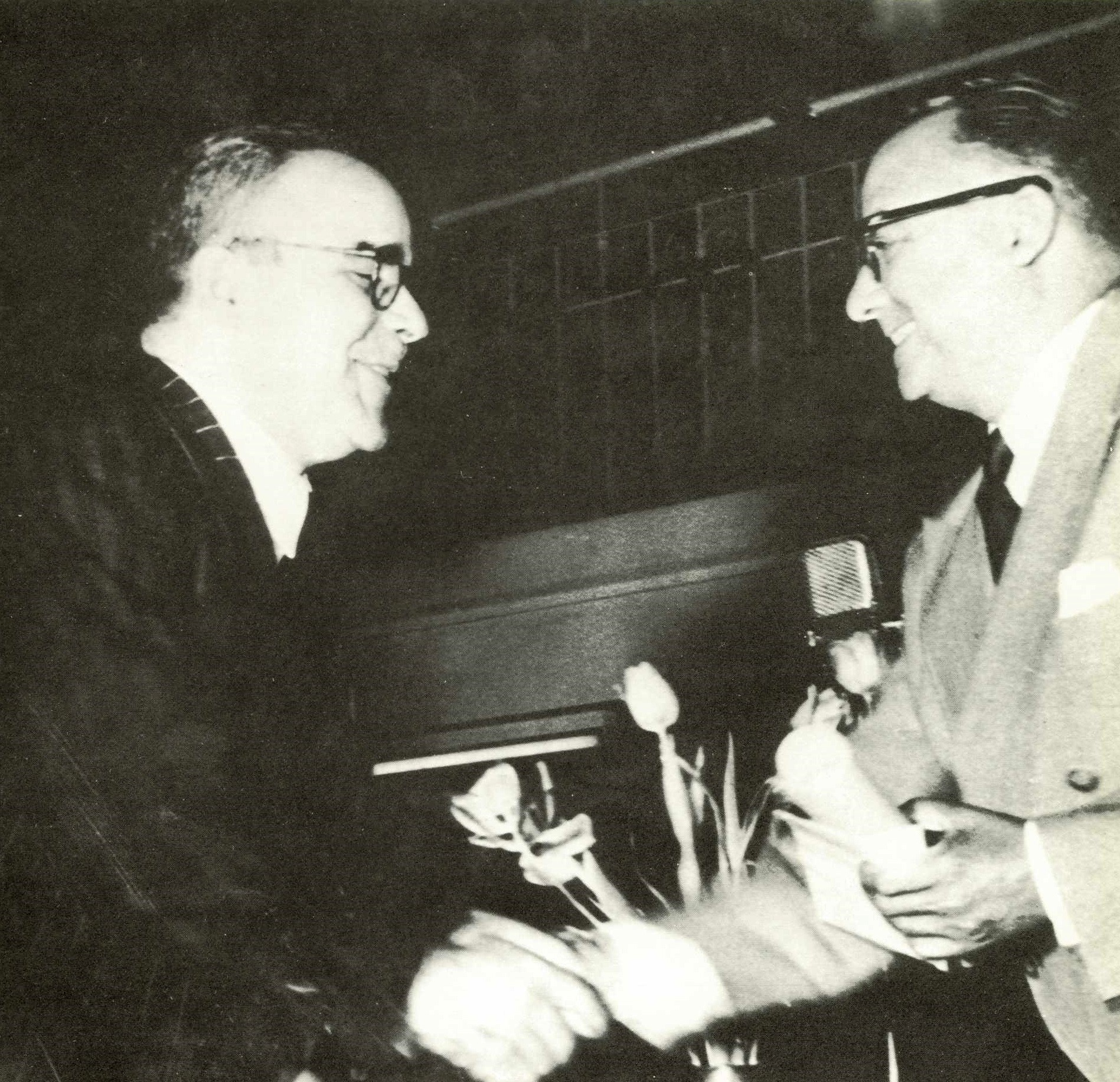
1948: reçoit le tout premier Prix national de littérature du Venezuela des mains du Président de la Junte Révolutionnaire du Gouvernement, Rómulo Betancourt.

Le prix national de littérature du Venezuela (en espagnol Premio Nacional de Literatura de Venezuela), est un prix littéraires fondée en 1948 et remis annuellement à des écrivains vénézuéliens.

## Récipiendaires
- 1948 Mario Briceño Iragorry (El Regente Heredia o la piedad heroica)
- 1949 Carlos Augusto León (A solas con la vida)
- 1950 Santiago Key Ayala (Bajo el signo del Avila)
- 1951 Juan Liscano (Humano destino)
- 1952 Ramón Díaz Sánchez (Guzmán: elipse de una ambición de poder)
- 1953 Félix Armando Núñez (El poema de la tarde)
- 1954 Mariano Picón Salas (Los días de Cipriano Castro)
- 1954 Arturo Uslar Pietri (Las nubes)
- 1955 Manuel Felipe Rugeles (Cantos de sur y norte)
- 1956 Miguel Otero Silva (Casas Muertas)
- 1956 Augusto Mijares (La luz y el espejo)
- 1957 Juan Beroes (Poemas itálicos : materia de eternidad)
- 1958 Rómulo Gallegos (La doncella)
- 1959 Juan Manuel González (La heredad junto al viento)
- 1960 José Fabbiani Ruiz (A orillas del sueño)
- 1961 José Ramón Medina (Memorias y elegías)
- 1962 José Antonio de Armas Chitty (Tucupido, Formación de un Pueblo del Llano)
- 1963 Luis Pastori (Elegía sin fin)
- 1964 Arturo Croce (El espacio en el tiempo)
- 1965 José Tadeo Arreaza Calatrava (category: poetry. Poesía)
- 1966 Alberto Arvelo Torrealba (Lazo Martí: vigencia en lejanía)
- 1967 Fernando Paz Castillo (Poesía)
- 1968 Guillermo Meneses (Espejos y disfraces)
- 1969 Vicente Gerbasi (Poesía de viajes)
- 1970 Alfredo Armas Alfonzo (El osario de Dios)
- 1970 Luis Beltrán Guerrero (El tema de la revolución)
- 1971 Pablo Rojas Guardia (La voz inacabada)
- 1972 Alfredo Boulton (Historia de la pintura en Venezuela)
- 1973 
  - Caupolicán Ovalles (category: poetry. Copa de huesos)
  - Jose Luis Salcedo Bastardo (Bolívar: un continente y un destino)
  - Ramón José Velásquez (prose category, for La caída del liberalismo amarillo
  - Salvador Garmendia (Los escondites)[1]
- 1974 José Ramón Heredia (category: poetry. Antología poética)
- 1974 Pedro Pablo Barnola Duxans (category: essay. Afirmaciones de cultura)
- 1974 Julio Garmendia (Pour l'ensemble de son œuvre.)
- 1975 Orlando Araujo (catégorie : essais. Contrapunteo de la vida y de la muerte: ensayo sobre la poesía de Alberto Arvelo Torrealba)
- 1975 Ramón Palomares (Adios Escuque)
- 1976 Antonia Palacios (El largo día ya seguro)
- 1976 Juan Sánchez Peláez (category: poetry. Rasgos comunes)
- 1976 Guillermo Sucre (category: essay. La máscara, la transparencia)
- 1977 Ida Gramcko (category: poetry)
- 1978 Juan David García Bacca (Pour l'ensemble de son œuvre.)
- 1978 Luis Alberto Crespo (catégorie: poetry. Costumbre de Sequía)
- 1979 Francisco Pérez Perdomo (Pour l'ensemble de son œuvre.)
- 1980 Adriano González León (Pour l'ensemble de son œuvre.)
- 1981 Miguel Ramón Utrera
- 1982 Arturo Uslar Pietri (La isla de Robinson)
- 1983 Pascual Venegas Filardo
- 1984 Isaac J Pardo (essay: Fuegos bajo el agua)
- 1985 Rafael Cadenas (Pour l'ensemble de son œuvre)
- 1986 Luz Machado (Pour l'ensemble de son œuvre)
- 1987 Rafael Ángel Díaz Sosa (Pour l'ensemble de son œuvre)
- 1989 Ana Enriqueta Terán (Pour l'ensemble de son œuvre)
- 1990 Guillermo Morón (Pour l'ensemble de son œuvre)
- 1991 José Balza (Pour l'ensemble de son œuvre)[1]
- 1992 Pedro Pablo Paredes (Pour l'ensemble de son œuvre)
- 1993 Pedro Grases (Pour l'ensemble de son œuvre)
- 1994 Elizabeth Schön (Pour l'ensemble de son œuvre)
- 1998 Eugenio Montejo (Pour l'ensemble de son œuvre)
- 1999 Elisa Lerner (Pour l'ensemble de son œuvre)
- 2000 : Gustavo Pereira (es) (pour l'ensemble de son œuvre)
- 2001 : Luis Britto Garcia (pour l'ensemble de son œuvre)[1]
- 2002-2003 : Carlos Noguera (pour l'ensemble de son œuvre)[1]
- 2004 : José León Tapia (es) (pour l'ensemble de son œuvre)
- 2006 :  Renato Rodríguez (es) (pour l'ensemble de son œuvre)
- 2008 : William Osuna (pour l'ensemble de son œuvre)
- 2010 : Luis Alberto Crespo (pour l'ensemble de son œuvre)
- 2012 : Francisco Massiani (pour l'ensemble de son œuvre)
- 2013-2014 : Laura Antillano (es) (1950-) (pour l'ensemble de son œuvre)
- 2016-2018 : Gabriel Jiménez Emán (es) (1950-) (pour l'ensemble de son œuvre)
- 2019-2020 : Reynaldo Pérez Só (es) (1945-) (pour l'ensemble de son œuvre)